# ثاوفرسطس
ثاوفرسطس (371 ق.م. – 287 ق.م.) كان عالمًا إغريقيا هو أول من حاول تصنيف النباتات، وذلك على أساس من أشكالها وطرائق نموها. ساهم بالكثير من الأعمال في البيولوجيا، الفيزياء، الأخلاق، والميتافيزيقيا؛ وفي المنطق قام بإكمال أعمال أرسطو.
ثاوفرسطس كان من السكان الأصليين لجزيرة لسبوس اليونانية. اسمه الأصلي كان تيرتاموس (باليونانية: Τύρταμος) لكنه عرف بلقبه «ثيوفراستوس».